# Graz-Umgebung
Bezirk Graz-Umgebung is een district in Oostenrijk dat om de stad Graz heen ligt, in het zuidoosten van Oostenrijk. Het district heeft ongeveer 130.000 inwoners. Het bestaat uit een aantal gemeenten.

## Gemeenten
- Attendorf
- Brodingberg
- Dobl
- Edelsgrub
- Eggersdorf bei Graz
- Eisbach
- Feldkirchen bei Graz
- Fernitz
- Frohnleiten
- Gössendorf
- Gratkorn
- Gratwein
- Großstübing
- Gschnaidt
- Hart bei Graz
- Haselsdorf-Tobelbad
- Hausmannstätten
- Hitzendorf
- Höf-Präbach
- Judendorf-Straßengel
- Kainbach bei Graz
- Krumegg
- Langegg bei Graz
- Laßnitzhöhe
- Lieboch
- Mellach
- Nestelbach bei Graz
- Peggau
- Pirka
- Purgstall bei Eggersdorf
- Raaba
- Röthelstein
- Rohrbach-Steinberg
- Sankt Bartholomä
- Sankt Marein bei Graz
- Sankt Oswald bei Plankenwarth
- Sankt Radegund bei Graz
- Schrems bei Frohnleiten
- Seiersberg
- Semriach
- Stattegg
- Stiwoll
- Thal
- Tulwitz
- Tyrnau
- Übelbach
- Unterpremstätten
- Vasoldsberg
- Weinitzen
- Werndorf
- Wundschuh
- Zettling
- Zwaring-Pöls

- Gemeinsame Normdatei: 4799137-9
- Library of Congress Control Number: n88080960
- Nationale Bibliotheek van Tsjechië: ge278582
- Nationale Bibliotheek van Israël: 987007565089005171
- Virtual International Authority File: 123257326